# El Tremolar
El Tremolar es una pedanía de Alfafar, y está situado en la comarca de la Huerta Sur en la provincia de Valencia perteneciente a la Comunidad Valenciana, España.

## Geografía
El Tremolar se ubica en el parque natural de la Albufera de Valencia, por lo que se encuentra rodeado de canales, acequias y campos de arroz.
Del mismo modo presenta una elevada biodiversidad, ya que está ubicado en uno de los humedales más importantes de la península ibérica.
El barrio del Tremolar está situado en un pequeño apéndice territorial del término de Alfafar que se adentra en el de Valencia, con una parte de sus construcciones pertenecientes ya a este último. Al este se encuentra, a poco más de un kilómetro, la pedanía de Pinedo, de Valencia, como también lo es la del Oliveral, a menos de un kilómetro hacia el oeste. Al norte está el término de Valencia mientras que por el sur donde continúa el de Alfafar. Es un buen ejemplo de núcleo de población al límite entre términos. Con algunas casas situadas en Alfafar y otros en Valencia es similar, a pequeña escala, con la situación de continuidad de Alfafar, Sedaví, Benetússer y Lugar Nuevo, cada vez más también de Massanassa y Catarroja, donde las casas de un misma calle pertenecen a diferentes municipios.

### Localidades cercanas
El Tremolar se encuentra en las inmediaciones de las pedanías valencianas de Castellar-Oliveral y Pinedo.

## Fiestas
El barrio del Tremolar de Alfafar celebra sus fiestas en honor a la Virgen de los Desamparados. Los vecinos celebran en la primera semana de junio diversos actos para conmemorar las fiestas patronales de la pedanía. El acto central de las fiestas consiste en la entrada de la Virgen de los Desamparados por el canal de la Albufera hasta el Tremolar, donde la esperan decenas de vecinos para rendirle tributo y cantarle "albades" (Canto valenciano) al son de dulzaina y tamboril. Después, se celebra la romería a la imagen de la Virgen, y más tarde la misa.
También se realizan "despertàs" por las calles de la pedanía, con música de "tabal i dolçaina", así como un festival de paellas, cenas en el casal del Tremolar, y diversas actuaciones.